# Bartosz Jarmuszkiewicz
Bartosz Jarmuszkiewicz – polski funkcjonariusz służb specjalnych w stopniu pułkownika. W latach 2020–2022 zastępca szefa Agencji Bezpieczeństwa Wewnętrznego, w latach 2022–2023 szef Agencji Wywiadu.

## Życiorys
Od 1997 służył w Urzędzie Ochrony Państwa, następnie po jego likwidacji od 2002 w Agencji Bezpieczeństwa Wewnętrznego. Odbył kurs oficerski w Ośrodku Szkolenia Kadr Wywiadu w Starych Kiejkutach, w ramach służby doszedł do stopnia pułkownika. Od początku zatrudnienia w służbach specjalizował się w pracy operacyjnej. Od 2015 obejmował stanowiska kierownicze w ramach ABW, m.in. był dyrektorem Centralnego Ośrodka Szkolenia i Edukacji w Emowie. 20 maja 2020 objął stanowisko zastępcą szefa Agencji Bezpieczeństwa Wewnętrznego, odpowiedzialnego za Departament Kontrwywiadu. 8 sierpnia 2022 został powołany na stanowisko szefa Agencji Wywiadu po dymisji Piotra Krawczyka. W grudniu 2023 został odwołany z pełnionej funkcji.

## Odznaczenia
- Złoty Medal za Zasługi dla Policji (2023)[6]